# Shorttrack-Weltcup 2023/24
Der Shorttrack-Weltcup 2023/24 war die von der Internationalen Eislaufunion (ISU) veranstaltete höchste Wettkampfserie im Shorttrack. Sie begann am 20. Oktober 2023 in Montreal und endete am 18. Februar 2024 in Danzig.
Höhepunkt der Saison waren die Weltmeisterschaften in Rotterdam, deren Ergebnisse allerdings nicht mit in die Weltcupwertungen eingingen. Zusätzlich fanden Europameisterschaften in Danzig und für nichteuropäische Mannschaften Vier-Kontinente-Meisterschaften in Laval statt.

## Saisonkalender
| Datum                 | Ort       | Veranstaltung                   |
| --------------------- | --------- | ------------------------------- |
| 20.–22. Oktober 2023  | Montreal  | Weltcup                         |
| 27.–29. Oktober 2023  | Montreal  | Weltcup                         |
| 3.–5. November 2023   | Laval     | Vier-Kontinente-Meisterschaften |
| 8.–10. Dezember 2023  | Peking    | Weltcup                         |
| 15.–17. Dezember 2023 | Seoul     | Weltcup                         |
| 12.–14. Januar 2024   | Danzig    | Europameisterschaften           |
| 9.–11. Februar 2024   | Dresden   | Weltcup                         |
| 16.–18. Februar 2024  | Danzig    | Weltcup                         |
| 15.–17. März 2024     | Rotterdam | Weltmeisterschaften             |

Im Rahmen einer viertägigen Weltcupveranstaltung – bei der die ersten beiden Tage allein für Qualifikationsläufe reserviert sind – finden jeweils vier Einzelrennen von Männern und Frauen (über 1500 Meter, 500 Meter und 1000 Meter) statt sowie zusätzlich eine 3000-Meter-Staffel der Frauen, eine 5000-Meter-Staffel der Männer und eine 2000-Meter-Mixedstaffel. In jeder der insgesamt neun Disziplinen wird eine eigene Weltcupwertung geführt.

## Frauen

### Weltcup-Übersicht
| Datum             | Austragungsort | Disziplin      | Erster Platz                                                                   | Zweiter Platz                                                                     | Dritter Platz                                                                        |
| ----------------- | -------------- | -------------- | ------------------------------------------------------------------------------ | --------------------------------------------------------------------------------- | ------------------------------------------------------------------------------------ |
| 21. Oktober 2023  | Montreal       | 1000 m         | Kristen Santos-Griswold                                                        | Lee So-youn                                                                       | Seo Whi-min                                                                          |
| 21. Oktober 2023  | Montreal       | 1500 m         | Hanne Desmet                                                                   | Kim Gil-li                                                                        | Corinne Stoddard                                                                     |
| 22. Oktober 2023  | Montreal       | 500 m          | Xandra Velzeboer                                                               | Selma Poutsma                                                                     | Martina Valcepina                                                                    |
| 22. Oktober 2023  | Montreal       | 1000 m         | Kim Gil-li                                                                     | Hanne Desmet                                                                      | Kristen Santos-Griswold                                                              |
| 22. Oktober 2023  | Montreal       | 3000 m Staffel | KanadaDanaé Blais Florence Brunelle Courtney Sarault Renée Marie Steenge       | Vereinigte StaatenEunice Lee Julie Letai Kristen Santos-Griswold Corinne Stoddard | NiederlandeSelma Poutsma Yara van Kerkhof Michelle Velzeboer Xandra Velzeboer        |
| 28. Oktober 2023  | Montreal       | 500 m          | Rikki Doak                                                                     | Selma Poutsma                                                                     | Martina Valcepina                                                                    |
| 28. Oktober 2023  | Montreal       | 1500 m         | Kim Gil-li                                                                     | Kristen Santos-Griswold                                                           | Danaé Blais                                                                          |
| 29. Oktober 2023  | Montreal       | 1000 m         | Seo Whi-min                                                                    | Danaé Blais                                                                       | Park Ji-yun                                                                          |
| 29. Oktober 2023  | Montreal       | 1500 m         | Hanne Desmet                                                                   | Kim Gil-li                                                                        | Kristen Santos-Griswold                                                              |
| 29. Oktober 2023  | Montreal       | 3000 m Staffel | NiederlandeSelma Poutsma Yara van Kerkhof Michelle Velzeboer Xandra Velzeboer  | SüdkoreaKim Gil-li Park Ji-won Seo Whi-min Shim Suk-hee                           | Vereinigte StaatenEunice Lee Julie Letai Kristen Santos-Griswold Corinne Stoddard    |
| 9. Dezember 2023  | Peking         | 500 m          | Kristen Santos-Griswold                                                        | Fan Kexin                                                                         | Wang Ye                                                                              |
| 9. Dezember 2023  | Peking         | 1500 m         | Kim Gil-li                                                                     | Gong Li                                                                           | Xandra Velzeboer                                                                     |
| 10. Dezember 2023 | Peking         | 500 m          | Xandra Velzeboer                                                               | Selma Poutsma                                                                     | Fan Kexin                                                                            |
| 10. Dezember 2023 | Peking         | 1000 m         | Kristen Santos-Griswold                                                        | Corinne Stoddard                                                                  | Gong Li                                                                              |
| 10. Dezember 2023 | Peking         | 3000 m Staffel | NiederlandeSelma Poutsma Yara van Kerkhof Michelle Velzeboer Xandra Velzeboer  | SüdkoreaKim Gil-li Lee So-youn Park Ji-yun Shim Suk-hee                           | PolenAda Majewska Nikola Mazur Kamila Stormowska Gabriela Topolska                   |
| 16. Dezember 2023 | Seoul          | 1000 m         | Hanne Desmet                                                                   | Kristen Santos-Griswold                                                           | Xandra Velzeboer                                                                     |
| 16. Dezember 2023 | Seoul          | 1500 m         | Kim Gil-li                                                                     | Corinne Stoddard                                                                  | Gong Li                                                                              |
| 17. Dezember 2023 | Seoul          | 500 m          | Xandra Velzeboer                                                               | Selma Poutsma                                                                     | Wang Ye                                                                              |
| 17. Dezember 2023 | Seoul          | 1500 m         | Kim Gil-li                                                                     | Kristen Santos-Griswold                                                           | Hanne Desmet                                                                         |
| 17. Dezember 2023 | Seoul          | 3000 m Staffel | NiederlandeSelma Poutsma Yara van Kerkhof Diede van Oorschot Xandra Velzeboer  | SüdkoreaKim Gil-li Lee So-youn Seo Whi-min Shim Suk-hee                           | Volksrepublik ChinaFan Kexin Gong Li Qu Chunyu Zang Yize                             |
| 10. Februar 2024  | Dresden        | 1000 m         | Kim Gil-li                                                                     | Xandra Velzeboer                                                                  | Kamila Stormowska                                                                    |
| 10. Februar 2024  | Dresden        | 1500 m         | Hanne Desmet                                                                   | Kristen Santos-Griswold                                                           | Suzanne Schulting                                                                    |
| 11. Februar 2024  | Dresden        | 500 m          | Xandra Velzeboer                                                               | Wang Ye                                                                           | Kamila Stormowska                                                                    |
| 11. Februar 2024  | Dresden        | 1000 m         | Kim Gil-li                                                                     | Suzanne Schulting                                                                 | Corinne Stoddard                                                                     |
| 11. Februar 2024  | Dresden        | 3000 m Staffel | NiederlandeSelma Poutsma Suzanne Schulting Yara van Kerkhof Xandra Velzeboer   | KanadaDanaé Blais Kim Boutin Claudia Gagnon Courtney Sarault                      | Vereinigte StaatenEunice Lee Julie Letai Kristen Santos-Griswold Corinne Stoddard    |
| 17. Februar 2024  | Danzig         | 500 m          | Selma Poutsma                                                                  | Hanne Desmet                                                                      | Kim Boutin                                                                           |
| 17. Februar 2024  | Danzig         | 1500 m         | Kristen Santos-Griswold                                                        | Suzanne Schulting                                                                 | Corinne Stoddard                                                                     |
| 18. Februar 2024  | Danzig         | 500 m          | Xandra Velzeboer                                                               | Selma Poutsma                                                                     | Shim Suk-hee                                                                         |
| 18. Februar 2024  | Danzig         | 1000 m         | Kristen Santos-Griswold                                                        | Kim Gil-li                                                                        | Corinne Stoddard                                                                     |
| 18. Februar 2024  | Danzig         | 3000 m Staffel | NiederlandeSelma Poutsma Suzanne Schulting Michelle Velzeboer Xandra Velzeboer | SüdkoreaKim Gil-li Lee So-youn Seo Whi-min Shim Suk-hee                           | Vereinigte StaatenJulie Letai Kristen Santos-Griswold Corinne Stoddard Una Willhoite |

### Weltcupstände
| Rang | Name                    | Punkte |
| ---- | ----------------------- | ------ |
| 1.   | Kim Gil-li              | 1211   |
| 2.   | Kristen Santos-Griswold | 1180   |
| 3.   | Xandra Velzeboer        | 1085   |
| 4.   | Hanne Desmet            | 999    |
| 5.   | Corinne Stoddard        | 791    |
| 6.   | Selma Poutsma           | 743    |
| 7.   | Shim Suk-hee            | 577    |
| 8.   | Seo Whi-min             | 553    |
| 9.   | Courtney Sarault        | 526    |
| 10.  | Danaé Blais             | 487    |
| 11.  | Wang Ye                 | 480    |
| 12.  | Michelle Velzeboer      | 469    |
| 13.  | Kamila Stormowska       | 452    |
| 14.  | Claudia Gagnon          | 416    |
| 15.  | Lee So-youn             | 414    |
| 16.  | Park Ji-yun             | 407    |
| 17.  | Gong Li                 | 381    |
| 18.  | Fan Kexin               | 344    |
| 19.  | Park Ji-won             | 328    |
| 20.  | Suzanne Schulting       | 319    |
| 21.  | Rikki Doak              | 297    |
| 22.  | Renée Marie Steenge     | 275    |
| 23.  | Chiara Betti            | 274    |
| 24.  | Elisa Confortola        | 260    |
| 25.  | Arianna Sighel          | 257    |
| 26.  | Gloria Ioriatti         | 254    |
| 27.  | Florence Brunelle       | 234    |

| Rang | Name                   | Punkte |
| ---- | ---------------------- | ------ |
| 28.  | Wang Xinran            | 228    |
| 29.  | Yara van Kerkhof       | 227    |
| 30.  | Martina Valcepin       | 224    |
| 31.  | Julie Letai            | 191    |
| 32.  | Kim Boutin             | 178    |
| 33.  | Zang Yize              | 178    |
| 34.  | Xu Aili                | 171    |
| 35.  | Diede van Oorschot     | 146    |
| 36.  | Jana Chan              | 142    |
| 37.  | Ami Hirai              | 142    |
| 38.  | Olga Tichonowa         | 138    |
| 39.  | Mirei Nakashima        | 131    |
| 40.  | Zsófia Kónya           | 128    |
| 41.  | Rebeka Sziliczei-Nemet | 109    |
| 42.  | Aoi Watanabe           | 106    |
| 43.  | Gabriela Topolska      | 98     |
| 44.  | Arianna Valcepina      | 97     |
| 45.  | Nikola Mazur           | 86     |
| 46.  | Aurelie Leveque        | 84     |
| 47.  | Maja Dora Somodi       | 83     |
| 48.  | Gwendoline Daudet      | 62     |
| 49.  | Cloe Ollivier          | 60     |
| 50.  | Malika Yermek          | 58     |
| 51.  | Rina Yamana            | 56     |
| 52.  | Zhang Jianing          | 55     |
| 53.  | Moemi Kikuchi          | 54     |
| 54.  | Valentina Ascic        | 41     |

| Rang | Name                 | Punkte |
| ---- | -------------------- | ------ |
| 55.  | Kseniya Adamenko     | 40     |
| 55.  | Qu Chunyu            | 40     |
| 57.  | Hana Takahashi       | 37     |
| 58.  | Yelyzaveta Sydorko   | 36     |
| 59.  | Annabelle Green      | 35     |
| 60.  | Tineke den Dulk      | 32     |
| 61.  | Petra Vankova        | 31     |
| 62.  | Sára Luca Bácskai    | 28     |
| 63.  | Song Jiarui          | 26     |
| 64.  | Lyu Wanyu            | 24     |
| 65.  | Song Yifei           | 24     |
| 65.  | Madina Zhanbusinova  | 24     |
| 67.  | Uliana Dubrova       | 12     |
| 67.  | Lisa Eckstein        | 12     |
| 67.  | Barbara Somogyi      | 12     |
| 67.  | Eszter Toth          | 12     |
| 67.  | Alyona Volkovitskaya | 12     |
| 72.  | Ching Yan Lam        | 10     |
| 72.  | Li Xuan              | 10     |
| 74.  | Myeongbi Jung        | 8      |
| 74.  | Eunice Lee           | 8      |
| 74.  | Katrin Manoilova     | 8      |
| 77.  | Rika Kanai           | 5      |
| 77.  | Kii Kurokawa         | 5      |
| 79.  | Diana Laura Vegi     | 4      |

| Rang | Name               | Punkte |
| ---- | ------------------ | ------ |
| 1    | Xandra Velzeboer   | 650    |
| 2    | Selma Poutsma      | 610    |
| 3    | Wang Ye            | 377    |
| 4    | Fan Kexin          | 308    |
| 5    | Michelle Velzeboer | 279    |
| 6    | Park Ji-won        | 244    |
| 7    | Rikki Doak         | 225    |
| 8    | Martina Valcepina  | 224    |
| 9    | Kamila Stormowska  | 196    |
| 10   | Wang Xinran        | 196    |

| Rang | Name                    | Punkte |
| ---- | ----------------------- | ------ |
| 1    | Kristen Santos-Griswold | 585    |
| 2    | Kim Gil-li              | 540    |
| 3    | Corinne Stoddard        | 372    |
| 4    | Hanne Desmet            | 355    |
| 5    | Seo Whi-min             | 283    |
| 6    | Kamila Stormowska       | 256    |
| 7    | Lee So-youn             | 252    |
| 8    | Park Ji-yun             | 235    |
| 9    | Claudia Gagnon          | 230    |
| 10   | Courtney Sarault        | 213    |

| Rang | Name                    | Punkte |
| ---- | ----------------------- | ------ |
| 1    | Kim Gil-li              | 655    |
| 2    | Hanne Desmet            | 504    |
| 3    | Kristen Santos-Griswold | 495    |
| 4    | Corinne Stoddard        | 419    |
| 5    | Shim Suk-hee            | 339    |
| 6    | Gong Li                 | 291    |
| 7    | Danaé Blais             | 259    |
| 8    | Xandra Velzeboer        | 225    |
| 9    | Courtney Sarault        | 191    |
| 10   | Claudia Gagnon          | 186    |

| Rang | Team                | Punkte |
| ---- | ------------------- | ------ |
| 1    | Niederlande         | 400    |
| 2    | Südkorea            | 320    |
| 3    | Kanada              | 300    |
| 4    | Vereinigte Staaten  | 290    |
| 5    | Volksrepublik China | 214    |
| 6    | Polen               | 196    |
| 7    | Italien             | 184    |
| 8    | Ungarn              | 168    |
| 9    | Japan               | 162    |
| 10   | Kasachstan          | 140    |

## Männer

### Weltcup-Übersicht
| Datum             | Austragungsort | Disziplin      | Erster Platz                                                           | Zweiter Platz                                                            | Dritter Platz                                                                         |
| ----------------- | -------------- | -------------- | ---------------------------------------------------------------------- | ------------------------------------------------------------------------ | ------------------------------------------------------------------------------------- |
| 21. Oktober 2023  | Montreal       | 1000 m         | Park Ji-won                                                            | Steven Dubois                                                            | Pietro Sighel                                                                         |
| 21. Oktober 2023  | Montreal       | 1500 m         | Hwang Dae-heon                                                         | Stijn Desmet                                                             | Reinis Bērziņš                                                                        |
| 22. Oktober 2023  | Montreal       | 500 m          | Liu Shaoang                                                            | Félix Roussel                                                            | Quentin Fercoq                                                                        |
| 22. Oktober 2023  | Montreal       | 1000 m         | Kim Gun-woo                                                            | Luca Spechenhauser                                                       | William Dandjinou                                                                     |
| 22. Oktober 2023  | Montreal       | 5000 m Staffel | KanadaWilliam Dandjinou Pascal Dion Steven Dubois Jordan Pierre-Gilles | SüdkoreaHwang Dae-heon Jang Sung-woo Kim Gun-woo Park Ji-won             | JapanDan Iwasa Yui Matsubayashi Shōgo Miyata Kazuki Yoshinaga                         |
| 28. Oktober 2023  | Montreal       | 500 m          | Jordan Pierre-Gilles                                                   | Liu Shaolin                                                              | Lin Xiaojun                                                                           |
| 28. Oktober 2023  | Montreal       | 1500 m         | William Dandjinou                                                      | Hwang Dae-heon                                                           | Kim Gun-woo                                                                           |
| 29. Oktober 2023  | Montreal       | 1000 m         | Jens van ’t Wout                                                       | Hwang Dae-heon                                                           | Lee Jeong-min                                                                         |
| 29. Oktober 2023  | Montreal       | 1500 m         | Kim Gun-woo                                                            | Park Ji-won                                                              | Steven Dubois                                                                         |
| 29. Oktober 2023  | Montreal       | 5000 m Staffel | Volksrepublik ChinaLin Xiaojun Liu Shaoang Liu Shaolin Sun Long        | KanadaWilliam Dandjinou Steven Dubois Jordan Pierre-Gilles Félix Roussel | KasachstanÄdil Ghaliachmetow Denis Nikischa Yerkebulan Shamukhanov Mersaid Zhaxybayev |
| 9. Dezember 2023  | Peking         | 500 m          | Jordan Pierre-Gilles                                                   | Quentin Fercoq                                                           | Jens van ’t Wout                                                                      |
| 9. Dezember 2023  | Peking         | 1500 m         | Kim Gun-woo                                                            | Li Wenlong                                                               | William Dandjinou                                                                     |
| 10. Dezember 2023 | Peking         | 500 m          | Jordan Pierre-Gilles                                                   | Steven Dubois                                                            | Sun Long                                                                              |
| 10. Dezember 2023 | Peking         | 1000 m         | Liu Shaoang                                                            | Park Ji-won                                                              | Jang Sung-woo                                                                         |
| 10. Dezember 2023 | Peking         | 5000 m Staffel | KanadaWilliam Dandjinou Pascal Dion Steven Dubois Jordan Pierre-Gilles | SüdkoreaJang Sung-woo Kim Gun-woo Park Ji-won Seo Yi-ra                  | Volksrepublik ChinaLiu Shaoang Liu Shaolin Ren Ziwei Sun Long                         |
| 16. Dezember 2023 | Seoul          | 1000 m         | Steven Dubois                                                          | Hwang Dae-heon                                                           | Pascal Dion                                                                           |
| 16. Dezember 2023 | Seoul          | 1500 m         | Park Ji-won                                                            | William Dandjinou                                                        | Félix Roussel                                                                         |
| 17. Dezember 2023 | Seoul          | 500 m          | Liu Shaoang                                                            | Seo Yi-ra                                                                | Denis Nikischa                                                                        |
| 17. Dezember 2023 | Seoul          | 1500 m         | William Dandjinou                                                      | Park Ji-won                                                              | Steven Dubois                                                                         |
| 17. Dezember 2023 | Seoul          | 5000 m Staffel | NiederlandeTeun Boer Itzhak de Laat Friso Emons Kay Huisman            | SüdkoreaHwang Dae-heon Jang Sung-woo Kim Gun-woo Park Ji-won             | Volksrepublik ChinaLi Wenlong Liu Shaoang Ren Ziwei Sun Long                          |
| 10. Februar 2024  | Dresden        | 1000 m         | Park Ji-won                                                            | Félix Roussel                                                            | Steven Dubois                                                                         |
| 10. Februar 2024  | Dresden        | 1500 m         | William Dandjinou                                                      | Stijn Desmet                                                             | Kim Gun-woo                                                                           |
| 11. Februar 2024  | Dresden        | 500 m          | Félix Roussel                                                          | Jordan Pierre-Gilles                                                     | Lukasz Kuczynski                                                                      |
| 11. Februar 2024  | Dresden        | 1000 m         | Park Ji-won                                                            | Jang Sung-woo                                                            | Ädil Ghaliachmetow                                                                    |
| 11. Februar 2024  | Dresden        | 5000 m Staffel | SüdkoreaJang Sung-woo Kim Gun-woo Kim Tae-sung Park Ji-won             | JapanKosei Hayashi Shōgo Miyata Keita Watanabe Kazuki Yoshinaga          | UngarnBalazs Bontovics Mark Csizmadia Peter Jaszapati Daniel Tiborcz                  |
| 17. Februar 2024  | Danzig         | 500 m          | Seo Yi-ra                                                              | Steven Dubois                                                            | Lukasz Kuczynski                                                                      |
| 17. Februar 2024  | Danzig         | 1500 m         | Pascal Dion                                                            | Jang Sung-woo                                                            | Friso Emons                                                                           |
| 18. Februar 2024  | Danzig         | 500 m          | Steven Dubois                                                          | Denis Nikischa                                                           | Michal Niewinski                                                                      |
| 18. Februar 2024  | Danzig         | 1000 m         | Park Ji-won                                                            | Kim Gun-woo                                                              | Kosei Hayashi                                                                         |
| 18. Februar 2024  | Danzig         | 5000 m Staffel | KanadaPascal Dion Steven Dubois Jordan Pierre-Gilles Félix Roussel     | SüdkoreaJang Sung-woo Kim Gun-woo Kim Tae-sung Park Ji-won               | JapanKosei Hayashi Shōgo Miyata Keita Watanabe Hiroki Yokoyama                        |

### Weltcupstände
| Rang | Name                   | Punkte |
| ---- | ---------------------- | ------ |
| 1.   | Park Ji-won            | 1071   |
| 2.   | Steven Dubois          | 1052   |
| 3.   | William Dandjinou      | 784    |
| 4.   | Kim Gun-woo            | 692    |
| 5.   | Félix Roussel          | 576    |
| 6.   | Jang Sung-woo          | 562    |
| 7.   | Jordan Pierre-Gilles   | 558    |
| 8.   | Stijn Desmet           | 544    |
| 9.   | Pascal Dion            | 505    |
| 10.  | Shaoang Liu            | 501    |
| 11.  | Pietro Sighel          | 487    |
| 12.  | Luca Spechenhauser     | 462    |
| 13.  | Jens van ’t Wout       | 392    |
| 14.  | Hwang Dae-heon         | 383    |
| 15.  | Seo Yi-ra              | 383    |
| 16.  | Friso Emons            | 383    |
| 17.  | Denis Nikischa         | 360    |
| 18.  | Michał Niewiński       | 351    |
| 19.  | Roberts Krūzbergs      | 326    |
| 20.  | Teun Boer              | 323    |
| 21.  | Quentin Fercoq         | 321    |
| 22.  | Sun Long               | 307    |
| 23.  | Itzhak de Laat         | 300    |
| 24.  | Lee Jeong-min          | 298    |
| 25.  | Li Wenlong             | 264    |
| 26.  | Shaolin Liu            | 260    |
| 27.  | Niall Treacy           | 243    |
| 28.  | Kazuki Yoshinaga       | 236    |
| 29.  | Maxime Laoun           | 230    |
| 30.  | Yerkebulan Shamukhanov | 228    |
| 31.  | Lukasz Kuczynski       | 226    |
| 32.  | Diané Sellier          | 224    |
| 33.  | Lin Xiaojun            | 222    |
| 34.  | Ädil Ghaliachmetow     | 207    |
| 35.  | Andrew Heo             | 192    |

| Rang | Name                | Punkte |
| ---- | ------------------- | ------ |
| 36.  | Brendan Corey       | 187    |
| 37.  | Reinis Bērziņš      | 174    |
| 38.  | Daan Kos            | 171    |
| 39.  | Felix Pigeon        | 161    |
| 40.  | Thomas Nadalini     | 157    |
| 41.  | Kay Huisman         | 154    |
| 42.  | Brandon Kim         | 122    |
| 43.  | Mersaid Zhaxybayev  | 119    |
| 44.  | Kosei Hayashi       | 118    |
| 45.  | Balazs Bontovics    | 108    |
| 46.  | Shōgo Miyata        | 104    |
| 47.  | Song Jiahua         | 98     |
| 48.  | Kim Tae-sung        | 88     |
| 49.  | Furkan Akar         | 76     |
| 50.  | Ren Ziwei           | 73     |
| 51.  | Mattia Antonioli    | 72     |
| 52.  | Nurtilek Kazhgali   | 70     |
| 53.  | Daniel Tiborcz      | 67     |
| 54.  | Marcus Howard       | 62     |
| 55.  | Yui Matsubayashi    | 62     |
| 56.  | Clayton de Clemente | 54     |
| 57.  | Daniel Yoon         | 54     |
| 58.  | Peter Jászapáti     | 53     |
| 59.  | Dan Iwasa           | 53     |
| 60.  | Nico Andermann      | 48     |
| 61.  | Tianyi Zhang        | 48     |
| 62.  | Philippe Daudelin   | 46     |
| 63.  | Rino Vanhooren      | 45     |
| 64.  | Hiroki Yokoyama     | 44     |
| 65.  | Zdenek Sejpal       | 43     |
| 66.  | Wesley Park         | 42     |
| 67.  | Keita Watanabe      | 42     |
| 68.  | Zhang Bohao         | 40     |
| 69.  | Radek Fajkus        | 32     |
| 70.  | Melle van ’t Wout   | 28     |

| Rang | Name               | Punkte |
| ---- | ------------------ | ------ |
| 71.  | Adriaan Dewagtere  | 26     |
| 72.  | Peter Riches       | 25     |
| 73.  | Robin Bendig       | 24     |
| 73.  | Neithan Thomas     | 24     |
| 75.  | Oleh Handei        | 22     |
| 76.  | Sébastien Lepape   | 20     |
| 77.  | Pawel Adamski      | 18     |
| 77.  | Tristan Navarro    | 18     |
| 79.  | Kyle Ross-waddell  | 18     |
| 80.  | Gleb Ivchenko      | 18     |
| 81.  | Hugo Bosma         | 17     |
| 82.  | Tobias Wolf        | 16     |
| 83.  | Yanghun Ben Jung   | 14     |
| 84.  | Davide Oss Chemper | 14     |
| 85.  | Jonas Hammermuller | 12     |
| 85.  | Tarik Omeragic     | 12     |
| 87.  | Joshua Kah         | 10     |
| 87.  | Lyu Yanpeng        | 10     |
| 89.  | Shuta Matsuzu      | 9      |
| 90.  | Zhanshuo Lou       | 8      |
| 90.  | Liam O'Brien       | 8      |
| 90.  | Shomu Sasaki       | 8      |
| 90.  | Matthias Wolfgang  | 8      |
| 94.  | Theo Collins       | 7      |
| 95.  | Metehan Atan       | 6      |
| 95.  | Bram Steenaart     | 6      |
| 97.  | Muhammed Bozdag    | 5      |
| 97.  | Martin Kolenc      | 5      |
| 97.  | Jonathan Moody     | 5      |
| 97.  | Ward Petre         | 5      |
| 97.  | Zhang Xinzhe       | 5      |
| 102. | Li Xinyu           | 4      |
| 102. | Ong Ryo            | 4      |
| 102. | Adam Szigeti       | 4      |
| 105. | Lorenzo Previtali  | 3      |

| Rang | Name                 | Punkte |
| ---- | -------------------- | ------ |
| 1    | Jordan Pierre-Gilles | 486    |
| 2    | Steven Dubois        | 433    |
| 3    | Félix Roussel        | 369    |
| 4    | Denis Nikischa       | 355    |
| 5    | Seo Yi-ra            | 337    |
| 6    | Liu Shaoang          | 310    |
| 7    | Quentin Fercoq       | 241    |
| 8    | Michal Niewinski     | 238    |
| 9    | Teun Boer            | 235    |
| 10   | Lukasz Kuczynski     | 216    |

| Rang | Name               | Punkte |
| ---- | ------------------ | ------ |
| 1    | Park Ji-won        | 625    |
| 2    | Steven Dubois      | 399    |
| 3    | Luca Spechenhauser | 306    |
| 4    | Jang Sung-woo      | 305    |
| 5    | William Dandjinou  | 284    |
| 6    | Jens van ’t Wout   | 257    |
| 7    | Roberts Krūzbergs  | 242    |
| 8    | Kim Gun-woo        | 232    |
| 9    | Liu Shaoang        | 191    |
| 10   | Pascal Dion        | 176    |

| Rang | Name              | Punkte |
| ---- | ----------------- | ------ |
| 1    | William Dandjinou | 500    |
| 2    | Kim Gun-woo       | 456    |
| 3    | Park Ji-won       | 446    |
| 4    | Pascal Dion       | 329    |
| 5    | Stijn Desmet      | 315    |
| 6    | Friso Emons       | 276    |
| 7    | Itzhak de Laat    | 220    |
| 8    | Steven Dubois     | 220    |
| 9    | Niall Treacy      | 204    |
| 10   | Li Wenlong        | 204    |

| Rang | Team                | Punkte |
| ---- | ------------------- | ------ |
| 1    | Kanada              | 380    |
| 2    | Südkorea            | 340    |
| 3    | Volksrepublik China | 330    |
| 4    | Japan               | 260    |
| 5    | Niederlande         | 226    |
| 6    | Kasachstan          | 218    |
| 7    | Belgien             | 210    |
| 8    | Italien             | 184    |
| 9    | Ungarn              | 174    |
| 10   | Vereinigte Staaten  | 162    |

## Mixed

### Weltcup-Übersicht
| Datum             | Austragungsort | Disziplin      | Erster Platz                                                                        | Zweiter Platz                                                                                       | Dritter Platz                                                                       |
| ----------------- | -------------- | -------------- | ----------------------------------------------------------------------------------- | --------------------------------------------------------------------------------------------------- | ----------------------------------------------------------------------------------- |
| 21. Oktober 2023  | Montreal       | 2000 m Staffel | Volksrepublik ChinaGong Li Shaoang Liu Liu Shaolin Zang Yize                        | SüdkoreaKim Gil-li Kim Gun-woo Seo Yi-ra Shim Suk-hee                                               | ItalienChiara Betti Thomas Nadalini Arianna Sighel Pietro Sighel                    |
| 28. Oktober 2023  | Montreal       | 2000 m Staffel | Volksrepublik ChinaGong Li Lin Xiaojun Sun Long Wang Ye                             | NiederlandeKay Huisman Selma Poutsma Jens van ’t Wout Xandra Velzeboer                              | ItalienThomas Nadalini Arianna Sighel Pietro Sighel Martina Valcepina               |
| 9. Dezember 2023  | Peking         | 2000 m Staffel | NiederlandeTeun Boer Selma Poutsma Jens van ’t Wout Xandra Velzeboer                | Volksrepublik ChinaFan Kexin Gong Li Lin Xiaojun Sun Long                                           | Vereinigte StaatenAndrew Heo Marcus Howard Kristen Santos-Griswold Corinne Stoddard |
| 16. Dezember 2023 | Seoul          | 2000 m Staffel | NiederlandeTeun Boer Kay Huisman Selma Poutsma Jens van ’t Wout Xandra Velzeboer    | ItalienChiara Betti Gloria Ioriatti Thomas Nadalini Arianna Sighel Pietro Sighel Luca Spechenhauser | SüdkoreaHwang Dae-heon Kim Gil-li Park Ji-won Shim Suk-hee                          |
| 10. Februar 2024  | Dresden        | 2000 m Staffel | Vereinigte StaatenAndrew Heo Marcus Howard Kristen Santos-Griswold Corinne Stoddard | NiederlandeTeun Boer Friso Emons Selma Poutsma Xandra Velzeboer                                     | SüdkoreaKim Gil-li Kim Gun-woo Park Ji-won Shim Suk-hee                             |
| 17. Februar 2024  | Danzig         | 2000 m Staffel | NiederlandeTeun Boer Kay Huisman Selma Poutsma Xandra Velzeboer                     | SüdkoreaJang Sung-woo Kim Gil-li Kim Gun-woo Shim Suk-hee                                           | KanadaKim Boutin Rikki Doak Maxime Laoun Jordan Pierre-Gilles                       |

### Weltcupstand
| Mixed-Staffelweltcup |                     |        |
| \| Rang \| Name \| Punkte \| \| ---- \| ------------------- \| ------ \| \| 1 \| Niederlande \| 380 \| \| 2 \| Volksrepublik China \| 330 \| \| 3 \| Südkorea \| 300 \| \| 4 \| Vereinigte Staaten \| 284 \| \| 5 \| Italien \| 280 \| \| 6 \| Belgien \| 210 \| \| 7 \| Kanada \| 200 \| \| 8 \| Polen \| 172 \| \| 9 \| Frankreich \| 158 \| \| 10 \| Japan \| 132 \| |                     |        |
| Rang | Name                | Punkte |
| 1 | Niederlande         | 380    |
| 2 | Volksrepublik China | 330    |
| 3 | Südkorea            | 300    |
| 4 | Vereinigte Staaten  | 284    |
| 5 | Italien             | 280    |
| 6 | Belgien             | 210    |
| 7 | Kanada              | 200    |
| 8 | Polen               | 172    |
| 9 | Frankreich          | 158    |
| 10 | Japan               | 132    |